# Canal del Kennet y del Avon
El canal del Kennet y del Avon (nombre original en inglés: Kennet and Avon Canal) es un cauce artificial situado en el sur de Inglaterra. Con una longitud total de 87 millas (140 km), está compuesto por dos tramos de río navegables unidos por el canal propiamente dicho. El nombre se usa para referirse al itinerario navegable completo, en lugar de denominar únicamente a la sección central del canal. Entre Bristol y Bath, la ruta navegable sigue el curso natural del río Avon, antes de que el canal lo conecte con el río Kennet en Newbury, y desde allí el recorrido llega hasta la localidad de Reading, situada junto al río Támesis. En total, el recorrido navegable dispone de un total de 105 esclusas.
Los dos tramos del río se hicieron navegables a principios del siglo XVIII y la sección del canal, de 57 millas (91,7 km) de longitud, se construyó entre 1794 y 1810. A finales del siglo XIX y principios del XX, el canal cayó gradualmente en desuso después de la apertura del Great Western Railway. En la segunda mitad del siglo XX, el canal fue restaurado por etapas, en gran parte por voluntarios. Después de décadas de abandono y mucho trabajo de restauración, se reabrió por completo en 1990. El canal de Kennet y Avon se ha desarrollado como un popular destino de turismo patrimonial para paseos en bote, piragüismo, pesca, caminatas y ciclismo; y también es un elemento importante para la conservación de la vida silvestre en el oeste de Inglaterra.

## Historia

### Primeros planes
La idea de un enlace fluvial de este a oeste a través del sur de Inglaterra se mencionó por primera vez en la época isabelina, entre 1558 y 1603, para aprovechar la proximidad de los afluentes de los ríos Avon y Támesis, separados solo por 3 millas (5 km) en su punto más cercano. Más tarde, alrededor de 1626, Henry Briggs hizo un reconocimiento de los dos ríos y observó que la tierra entre ellos era nivelada y fácil de excavar. Propuso un canal para conectarlos, pero tras su muerte en 1630 se abandonó el plan. Después de la revolución inglesa, se presentaron cuatro proyectos de ley al parlamento, pero todos fracasaron debido a la oposición de la nobleza, de los agricultores y de los comerciantes (que estaban preocupados por la competencia del transporte más barato por los canales, que reducía el valor de las tarifas de los caminos de peaje que controlaban). Además, los productos más baratos procedentes de Gales podrían hacerse con el mercado de los alimentos producidos localmente.
La principal alternativa al transporte por carretera de mercancías entre Bristol y Londres era una ruta marítima peligrosa a través del canal de la Mancha. Los pequeños barcos de vela costeros de la época a menudo resultaban dañados por tormentas atlánticas y corrían el riesgo de ser atacados por los buques de guerra de la Marina Nacional francesa o por naves corsarias durante los frecuentes conflictos con Francia.

### Navegación fluvial
Los planes para una habilitar una vía nevegable fluvial se archivaron hasta principios del siglo XVIII. Sin embargo, en 1715, se autorizó el trabajo para hacer navegable el río Kennet desde Reading hasta Newbury. El trabajo comenzó en 1718, bajo la supervisión del topógrafo e ingeniero John Hore de Newbury. En 1723, a pesar de la considerable oposición local, se abrió a la navegación el río Kennet, que comprende tramos de cauce natural que se alternan con 11 millas (17,7 km) regulados por esclusas creadas artificialmente.
Históricamente, el río Avon había sido navegable desde Bristol hasta Bath, pero la construcción de molinos hidráulicos en el río en los primeros años del siglo XIII obligó a su cierre. En 1727 se restauró la navegación con la construcción de seis esclusas, nuevamente bajo la supervisión de John Hore. El primer cargamento de "tablones, lingotes de plomo y grano" llegó a Bath en diciembre.
Las dos navegaciones fluviales se construyeron de forma independiente, para satisfacer las necesidades locales, pero finalmente dieron lugar a planes para conectarlas y formar una ruta transversal.

### Conexión entre los dos ríos

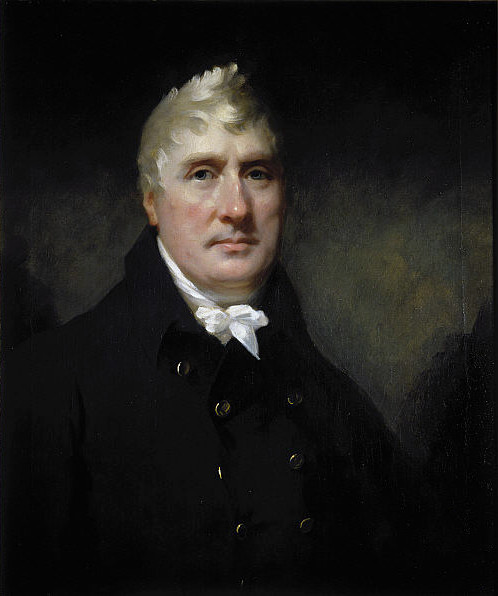
El ingeniero John Rennie, por Henry Raeburn (1810)

En 1788 se propuso un "Canal occidental" para mejorar los enlaces comerciales y de comunicación con pueblos como Hungerford, Marlborough, Calne, Chippenham y Melksham. Al año siguiente, los ingenieros Barns, Simcock y Weston presentaron una propuesta de ruta para este canal, aunque había dudas sobre la suficiencia del suministro de agua. El nombre se cambió de Canal del Oeste a Canal del Kennet y del Avon para evitar confusiones con el Gran Canal del Oeste, cuya construcción se estaba proponiendo al mismo tiempo.
En 1793, John Rennie llevó a cabo un estudio topográfico adicional y la ruta del canal se modificó para tomar un curso más al sur, a través de Great Bedwyn, Devizes, Trowbridge y Newbury. La ruta propuesta fue aceptada por la Compañía del Canal del Kennet y del Avon, presidida por Charles Dundas, y la empresa comenzó a captar suscripciones de los posibles accionistas. En julio de 1793, Rennie sugirió más modificaciones a la ruta, incluida la construcción de un túnel en Savernake Forest. El 17 de abril de 1794, la Ley del Canal de Kennet y Avon recibió el consentimiento real y comenzó la construcción. La sección de Newbury a Hungerford se completó en 1798 y se extendió a Great Bedwyn en 1799. La sección de Bath a Foxhangers se terminó en 1804 y las esclusas de Devizes se completaron en 1810.
El canal se inauguró en 1810 después de 16 años de construcción. Las estructuras principales incluyeron los acueductos de Dundas y Avoncliff, el túnel de Bruce por debajo de Savernake Forest y las estaciones de bombeo en Claverton y en Crofton, necesarias para superar los problemas de suministro de agua. La tarea de ingeniería final fue la finalización de las esclusas de Caen Hill, en Devizes.

### Funcionamiento

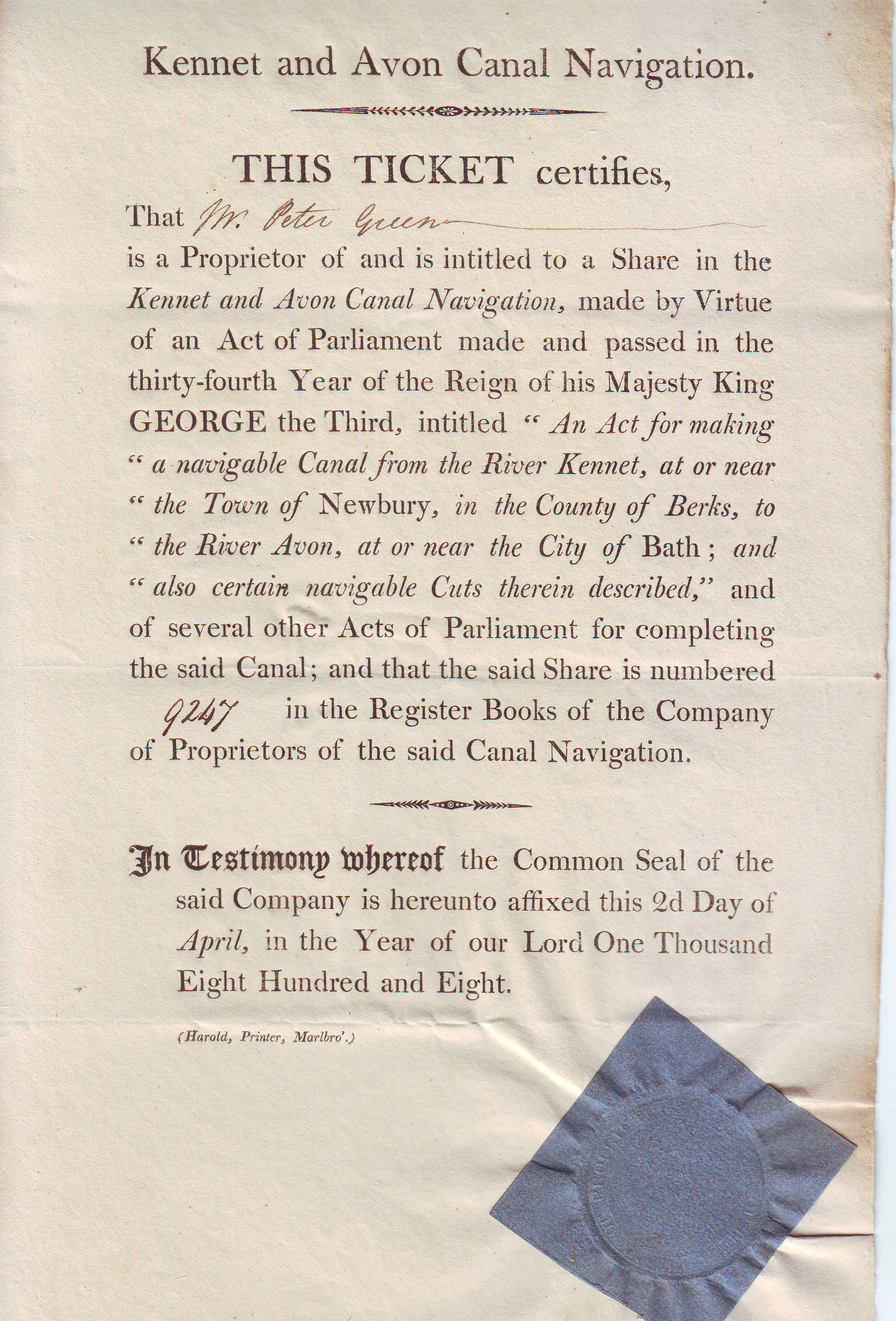
Acción de la Compañía del Canal, emitida el 2 de abril de 1808

El comercio en el canal comenzó en 1801. Inicialmente, las mercancías tenían que descargarse en Foxhangers en la parte inferior de lo que ahora es la esclusa de Caen Hill, transportarse colina arriba en un tranvía arrastrado por caballos y cargarse en barcazas en la parte superior. 
Cuando se abrió el tramo de esclusas en 1810, permitiendo que el mismo barco navegara por todo el canal, la tarifa de transporte por tonelada de Londres a Bath era de £ 2 9s 6d. Este coste era muy ventajoso con respecto al del transporte por carretera, que costaba entre £ 6 3s y £7 por tonelada, de forma que floreció el comercio en el canal. En 1812, la Compañía del Canal del Kennet y del  Avon compró Kennet Navigation, que se extendía desde Newbury hasta el cruce con el Támesis en Kennet Mouth, cerca de Reading. La compra a Frederick Page costó 100.000 libras esterlinas, de las cuales 70.000 libras esterlinas se pagaron en efectivo y el saldo restante se pagó gradualmente. La compra fue autorizada por la Ley de navegación de Kennet de junio de 1813, que permitió a la empresa recaudar fondos mediante la venta de 5.500 acciones a 24 libras esterlinas cada una. Al mismo tiempo, se emprendieron trabajos para mejorar la navegación en el Avon, desde Bristol a Bath, y se compró una participación mayoritaria de Avon Navigation en 1816.
En 1818, setenta barcazas de 60 toneladas estaban trabajando en el canal. La mayor parte del tonelaje era carbón y piedra que viajaban a través del Canal Somerset Coal. El viaje de Bath a Newbury tardaba en completarse un promedio de tres días y medio. En 1832 se transportaron unas 300 000 toneladas de carga y, entre 1825 y 1834, la empresa tuvo unos ingresos anuales de alrededor de 45.000 libras esterlinas.
Se propuso tres veces un enlace que conectara el Kennet & Avon con el canal de Basingstoke en su terminal de Basingstoke entre 1793 y 1810, y John Rennie el joven incluso inspeccionó una ruta en 1824, pero tras la oposición mostrada por los terratenientes fue finalmente rechazada por el Parlamento en 1824 y 1826.

### Declive
La apertura del Great Western Railway en 1841 eliminó gran parte del tráfico por barcazas, a pesar de que la Compañía del Canal redujo las tarifas. En 1852, la compañía ferroviaria se hizo cargo de la explotación del canal, cobrando altos peajes en cada tramo y reduciendo la cantidad gastada en mantenimiento. Las operaciones de liberar de hielo el cauce se cancelaron en 1857, y los elevados peajes alentaron aún más a los comerciantes a usar el ferrocarril en lugar del canal. En 1861, una nueva orden prohibió el tráfico nocturno en el canal y, en 1865, los barcos se vieron obligados a pasar por las esclusas en pares para reducir la pérdida de agua. Para 1868, el tonelaje anual había caído de 360.610 en 1848 a 210.567. En la década de 1870, a la derivación del caudal del canal cerca de la esclusa de Fobney, le siguieron las regulaciones introducidas en la Ley de Obras de Agua, Alcantarillado, Drenaje y Mejoras de la Junta Local de Reading de 1870, lo que contribuyó a la formación de sedimentos en las esclusas y en algunos tramos del canal. Se cerraron varios muelles y tramos de camino de sirga. En 1877, el canal registró un déficit de 1.920 libras, y ya no volvió a obtener beneficios posteriormente.

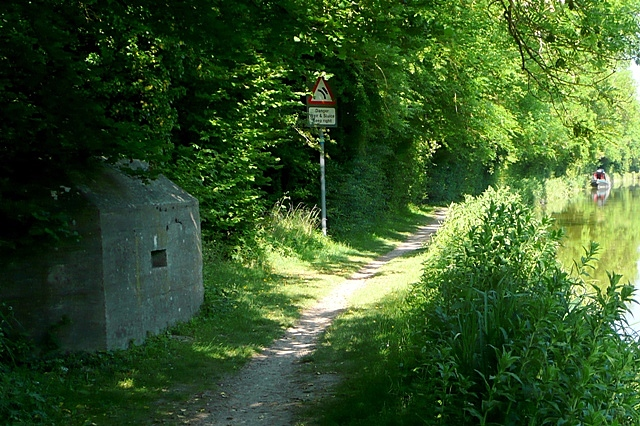
Una casamata de la Segunda Guerra Mundial cerca de Kintbury

El canal Somerset Coal y el canal de Wilts & Berks, cada uno de los cuales suministraba parte del comercio desde Somerset Coalfield al canal del Kennet y del Avon, cerrarron en 1904 y 1906 respectivamente. En 1926, tras registrar unas pérdidas de 18.041 libras el año anterior, el Great Western Railway intentó cerrar el canal obteniendo una Orden del Ministerio de Transporte, pero la medida fue denegada y la compañía debió encargarse de mejorar el mantenimiento del canal. El comercio de carga siguió disminuyendo, pero algunas embarcaciones de recreo comenzaron a utilizar el canal.
Durante la Segunda Guerra Mundial se construyeron numerosas casamatas de hormigón como parte de la Línea GHQ, concebida para defender Gran Bretaña de una posible invasión del ejército alemán. Muchos de ellos todavía son visibles en las orillas del canal. Por lo general, se construyeron cerca de puentes de carreteras y ferrocarriles, potenciales puntos importantes de cruce para las tropas y vehículos enemigos. Después de la guerra, la Ley de Transporte de 1947 transfirió el control del canal al Comisión de Transporte Británica, pero en la década de 1950 se cerraron grandes secciones del canal debido al mantenimiento deficiente de las esclusas y a la aparición de una brecha en la orilla al oeste del acueducto de Avoncliff. El último recorrido del canal fue realizado en 1951 por la nave nb Queen.

### Cierre evitado

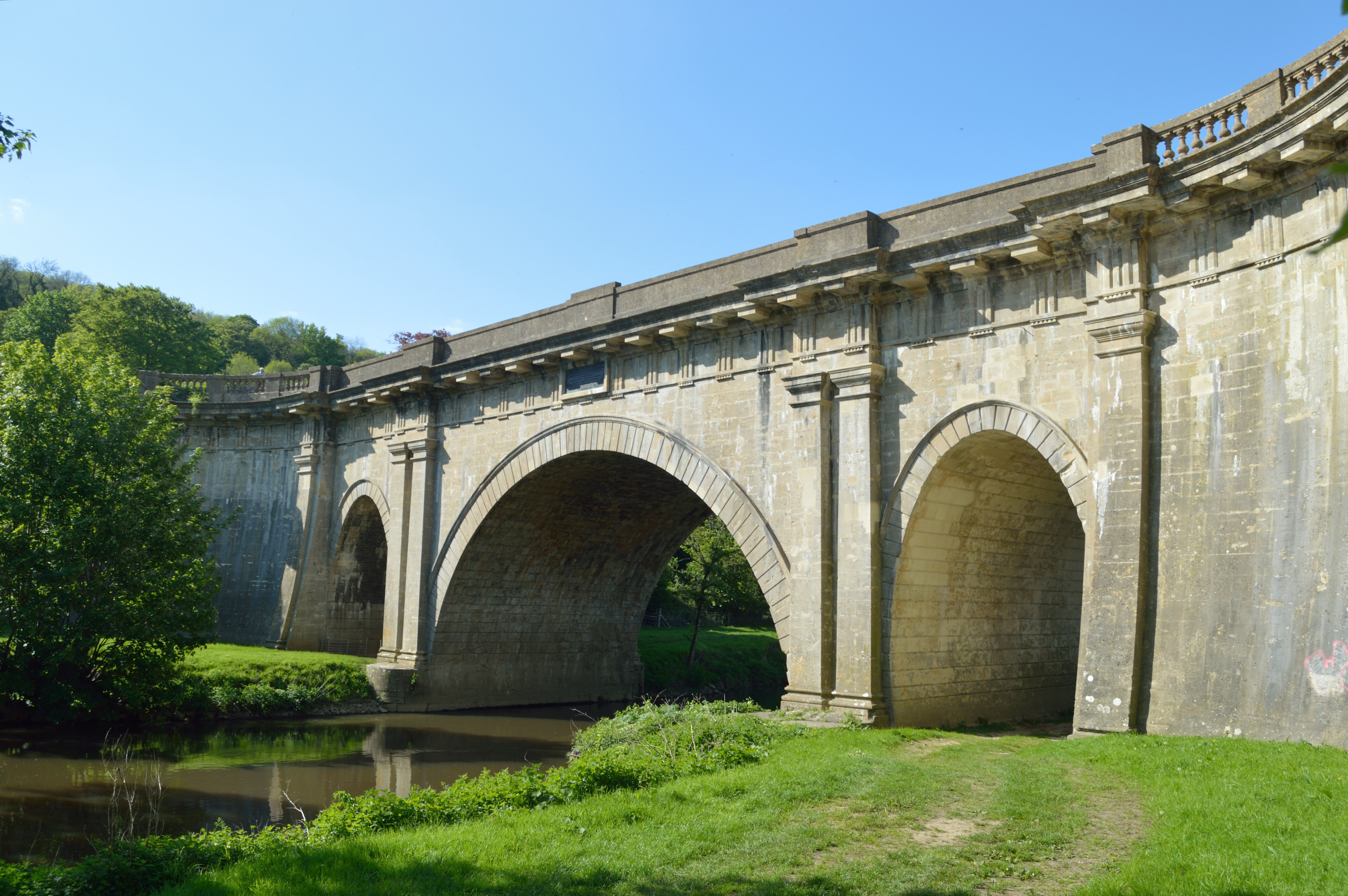
Acueducto Dundas cerca de Limpley Stoke

A principios de la década de 1950 se había creado un grupo que apoyaba la restauración del canal, independientemente de la Asociación de Vías Navegables Interiores, con la que se fusionó posteriormente. En 1955, John Gould, un comerciante con acceso a la sección este de la vía fluvial, presentó una denuncia contra la falta de mantenimiento del canal por parte de la comisión y obtuvo una indemnización por daños y perjuicios debido a la merma de sus negocios. En marzo de 1956, se presentó al Parlamento una cláusula en la Ley de la Comisión de Transporte Británica (n° 2) que habría eliminado el derecho de navegación entre Reading y Bath. Gould y las autoridades locales con competencias sobre el canal se opusieron a la ley, apoyados por una petición a la Reina acompañada de 22 000 firmas, transportada a Londres desde Brístol por la vía fluvial, aunque partes del canal tuvieron que ser recorridas en canoa. Esta campaña dio lugar a una consulta por parte de un parlamentario y a la formación de un comité, que apoyó la suspensión del derecho de navegación. El proyecto de ley pasó por la Cámara de los Comunes pero fue enmendado por la Cámara de los Lores para incluir una cláusula para evitar que prosiguiera el deterioro de la infraestructura. En julio de 1958, el Comité Bowes publicó su "Investigación sobre vías navegables interiores" que mencionaba específicamente que el Canal del Kennet y del Avon, indicando que no encontraron "justificación para restaurar la sección de Reading a Bath".
Un libro blanco promulgado por el gobierno fue seguido por el Informe Bowes en febrero de 1959, recomendando que un Comité Asesor de Reurbanización de Vías Navegables Interiores debería contribuir a desarrollar los proyectos necesarios para regenerar aquellos canales que ya no podían recaudar los ingresos de peaje suficientes para pagar su mantenimiento. Siguieron más informes, y en 1962 el Comité Asesor informó que el canal debería reconstruirse y asignó 20.000 libras para su mantenimiento y otras 20.000 para comenzar la restauración. El Kennet and Avon Canal Trust se formó en 1962 para restaurar el canal de Reading a Brístol como medio de navegación y como servicio público. Originalmente era un grupo de voluntarios que anteriormente se conocía como la Asociación del Canal del Kennet y del Avon. El Trust ganó el estatus de asociación sin ánimo de lucro en abril, el y el 6 de junio de 1962 se le dio carta de naturaleza. En 1963, el recién formado organismo British Waterways, creado por la Ley de Transportes del año anterior, reemplazó a la Comisión de Transporte Británica como organismo estatutario para vías navegables interiores, y se hizo cargo del canal. Finalmente, la asociación formada por el Fideicomiso y las autoridades locales de las zonas atravesadas por la ruta fluvial consiguió que comenzaran los trabajos de restauración.

### Restauración

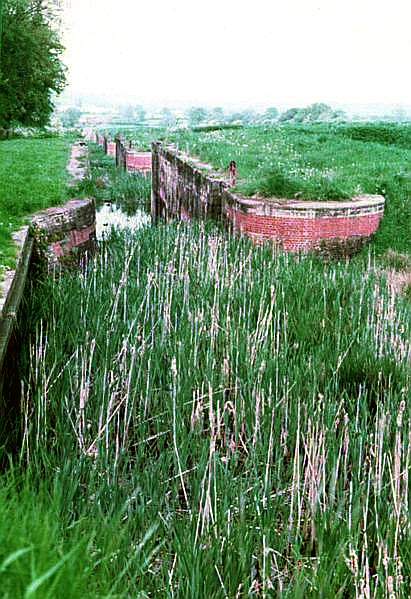
Esclusas de Caen Hill en los años 1970

El trabajo de restauración involucró una colaboración entre el personal de British Waterways y el trabajo de los voluntarios implicados en la regeneración del canal. En 1966 se reconstruyó la esclusa de Sulhamstead y se inició la reimpermeabilización con arcilla de la sección seca en Limpley Stoke. En 1968 se llevaron a cabo trabajos de restauración en las esclusas de Bath y de Burghfield. A la altura de Bridge Street en Reading, el espacio vertical libre para la navegación se había reducido de 8 pies 6 pulgadas (2,6 m) a 4 pies 6 pulgadas (1,4 m) debido a las vigas añadidas en la parte inferior del puente. La antigua estructura fue reemplazada por un nuevo puente, lo que permitió que las embarcaciones pasen más fácilmente. El canal fue reabierto desde el Támesis hasta Hungerford Wharf en julio de 1974. Volver a impermeabilizar las paredes del canal fue un proceso largo, por lo que se llevaron a cabo experimentos con el uso de láminas de polietileno de gran espesor para revestir el canal. El acueducto de Avoncliff se revistió con una "cuna" de hormigón y se impermeabilizó en 1980.
Otros trabajos continuaron durante la década de 1980. El Consejo del Condado de Berkshire, con el apoyo de los consejos locales, estimó que se necesitaba 1,275 millones de libras para las obras en el extremo este del canal y comenzó a trabajar para reemplazar algunos de los puentes. En Wiltshire, las preocupaciones sobre el suministro limitado de agua al sector entre esclusas más alto del trayecto, indicaron que se requeriría disponer de un sistema de bombeo auxiliar, lo que aumentó el costo estimado para el condado en 761.560 libras. Se estimó que el embalse de Wilton Water recogería unos 750 000 galones imperiales (3409,6 m³) al día, y que el sistema de bombeo aportaría unos 250 000 impgal (1136,5 m³). La Autoridad del Agua de Wessex acordó la extracción de 1 000 000 impgal (4546,1 m³) por día del Avon en Claverton para ser bombeados hacia el este. El costo de las bombas fue de 175.000 libras.
Varios planes para captar fondos, junto con algún apoyo financiero de las autoridades locales, permitieron que continuaran los trabajos a pequeña escala en las esclusas, pero no se alcanzaron los plazos previstos para su finalización. En 1983, la Comisión de Servicios de Mano de Obra, que tenía la misión de coordinar los servicios de empleo y formación en el Reino Unido, acordó emplear a 50 hombres en trabajos que incluían la restauración de la esclusa de Aldermaston, su muelle adyacente y la esclusa de Widmead Lock. Posteriormente se agregaron a la lista la restauración del acueducto Dundas y varias actuaciones de mejora más pequeñas. Se firmaron acuerdos de mantenimiento con las autoridades locales, mientras continuaban las actividades de recaudación de fondos. La Asociación Nacional para el Cuidado y Reasentamiento de Delincuentes patrocinó un taller, que se inauguró en Shrivenham en 1987, con el propósito de fabricar nuevas puertas de esclusas para los tramos de Crofton y Devizes. En 1988 se completó la restauración de la esclusa de Woolhampton, pero quedaron obstrucciones a ambos lados. El puente giratorio de Frouds no se pudo abrir y la restauración de la esclusa de Midgham no se había terminado; ambas obras se completaron al año siguiente. La impermeabilización del tramo superior entre esclusas de Crofton se llevó a cabo en 1989, junto con la reconstrucción del puente de Midgham. La restauración de la zona de la esclusa de Monkey Marsh con camino de sirga resultó compleja debido a su condición de monumento planificado y a la consiguiente necesidad de proteger el sitio histórico y mejorar la seguridad.

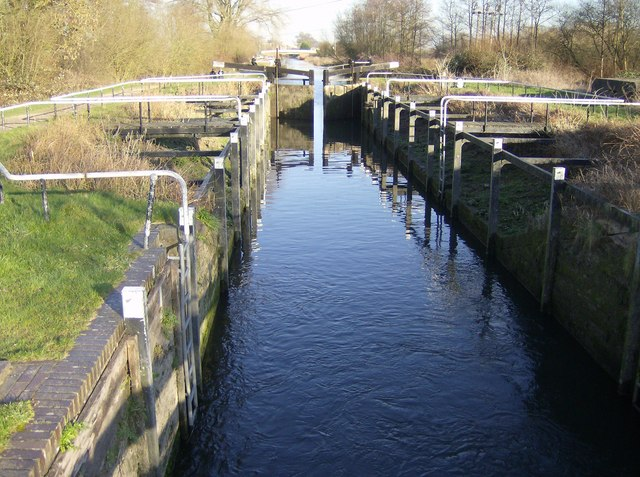
Esclusa de Monkey Marsh construida en 1723, una de las dos únicas esclusas con camino de sirga en el canal de Kennet y Avon

El tramo entre Reading y Newbury se completó el 17 de julio de 1990. En una ceremonia celebrada en la esclusa de Monkey Marsh, varios barcos compitieron para ser el primero en pasar. Las preocupaciones sobre la suficiencia del suministro de agua aún persistían cuando la reina Isabel II reabrió formalmente el canal el 8 de agosto de 1990, recorriendo en el barco del Trust, The Rose of Hungerford, el tramo del canal a través de las esclusas 44 y 43 en Caen Hill, y cortando una cinta ceremonial situada entre ambas. La escasez de agua se abordó en 1996 mediante la instalación de nuevas bombas traseras en el tramo de 29 esclusas situado junto a Caen Hill en Devizes, con un costo de un millón de libras. Las bombas elevan agua 235 pies (71,6 m) a un ritmo de 300 000 galones imperiales (1363,8 m³) por hora (380 litros por segundo). En octubre de 1996, la Asociación del Canal del Kennet y del Avon obtuvo una subvención de la National Lottery, que se convertiría en la aportación más grande otorgada hasta entonces por el Heritage Lottery Fund a un proyecto concreto, facilitando 25 millones de libras para un proyecto de 29 millones, con el fin de completar la restauración del canal y hacerlo operativo, sostenible y accesible para el disfrute de las generaciones futuras. El trabajo financiado incluyó la reconstrucción completa de la esclusa de Foxhangers y del puente en Caen Hill, el reemplazo de las compuertas de las esclusas de Seend y Crofton, el revestimiento del canal en Claverton, las reparaciones del terraplén en Martinslade, las mejoras en la estación de bombeo de Claverton y el dragado en varios puntos de la infraestructura. La finalización de la restauración se celebró en mayo de 2003 con una visita del príncipe Carlos, pero la actualización y el mantenimiento han continuado con posterioridad. Entre 2002 y 2004, el acueducto Dundas, que había sido revestido con polietileno y hormigón en 1984 para evitar la afectación sobre una colonia de murciélagos localizada debajo de la estructura, se restauró aún más, reemplazando el revestimiento de ladrillo por piedra de Bath para que coincidiera con el aspecto que tenía el acueducto cuando fue construido por el Great Western Railway.
El 1 de diciembre de 2004, dos hombres murieron cuando se cayó al agua el tractor Ford en el que iban marcha atrás por el camino de sirga entre el puente 111 y el puente 110. British Waterways fue declarado culpable de no cumplir adecuadamente con la evaluación de riesgos y recibió una multa de 100.000 libras. Un litigio posterior con sus aseguradoras dio lugar a una consideración legal del significado de cierta terminología en su política de aseguramiento relacionada con la responsabilidad "que surge de" la operación de un tractor.
En 2011, el Departamento de Medio Ambiente, Alimentación y Medio Rural designó al canal como una "vía de cruceros" nacional según lo definido por la Ley de Transporte de 1968, que impone un requisito legal a British Waterways para que mantenga el canal a un nivel que garantice que las embarcaciones de crucero puedan navegar de manera segura en la vía fluvial. En noviembre de 2011, la navegación entre Bath y Bristol se cerró durante varios meses debido a problemas de seguridad relacionados con el puente Victoria de Bath.

## Recorrido

### De Brístol a Bath

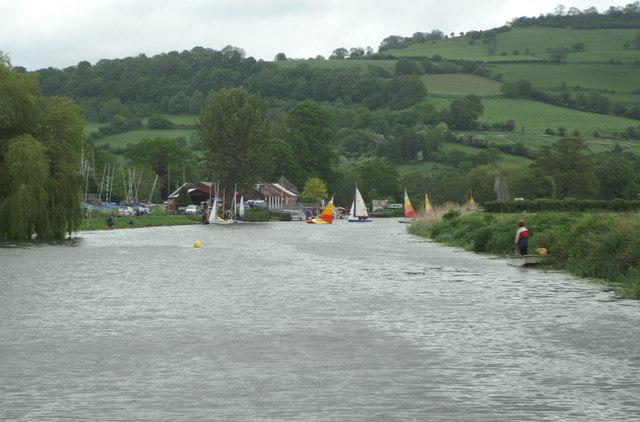
Río Avon en la esclusa de Saltford

El río Avon fue navegable desde Brístol a Bath durante los primeros años del siglo XIII, hasta que la construcción de molinos en el río obligó a su cierre.
El Avon moderno es navegable desde su desembocadura en Avonmouth, a través del puerto flotante de Bristol, hasta Pulteney Weir en el centro de Bath, un poco más allá del comienzo del canal. Pasado Pulteney Weir, el Avon todavía es navegable hasta la presa y el sitio de la antigua "esclusa flash" en Bathampton, pero la esclusa en Pulteney ha sido reemplazada solo por un pequeño tobogán para botes y canoas. El tramo de Bristol a Bath se hace navegable mediante el uso de esclusas y azudes en Hanham, Keynsham, Swineford, Saltford, Kelston y Weston, que en conjunto superan un desnivel ascendente de 30 pies (9 m) a lo largo de 12 millas (19,3 km).
La esclusa número uno en el canal del Kennet y del Avon es la de Hanham, que se abrió por primera vez como parte del sistema de navegación del Avon en 1727. Es la primera esclusa al este de Netham, el límite aguas arriba del puerto flotante, más allá de los suburbios de la ciudad de Bristol. El muelle de una antigua mina de carbón estaba ubicado justo al oeste de la esclusa, pero cerró en el siglo XIX. El río por debajo de la esclusa de Hanham se considera zona de mareas, ya que las mareas altas a menudo pasan sobre la represa de Netham. Incluso algunas mareas pasan por encima de la represa de Hanham, lo que hace que la marea suba por el río hasta la esclusa de Keynsham. Hacia el este, el río pasa por la Somerdale Factory, en su margen sur, que era una fábrica de producción de chocolate para Cadbury, construida originalmente por la familia Fry en las décadas de 1920 y 1930. En la orilla norte se encuentra Cleeve Wood, cuya principal importancia científica radica en el interés botánico de su población particularmente grande de "espárragos de Bath" (Ornithogalum pyrenaicum).
Se ha construido una taberna en la isla entre Keynsham Lock y la presa. El lado del vertedero de la isla es también la desembocadura del río Chew.

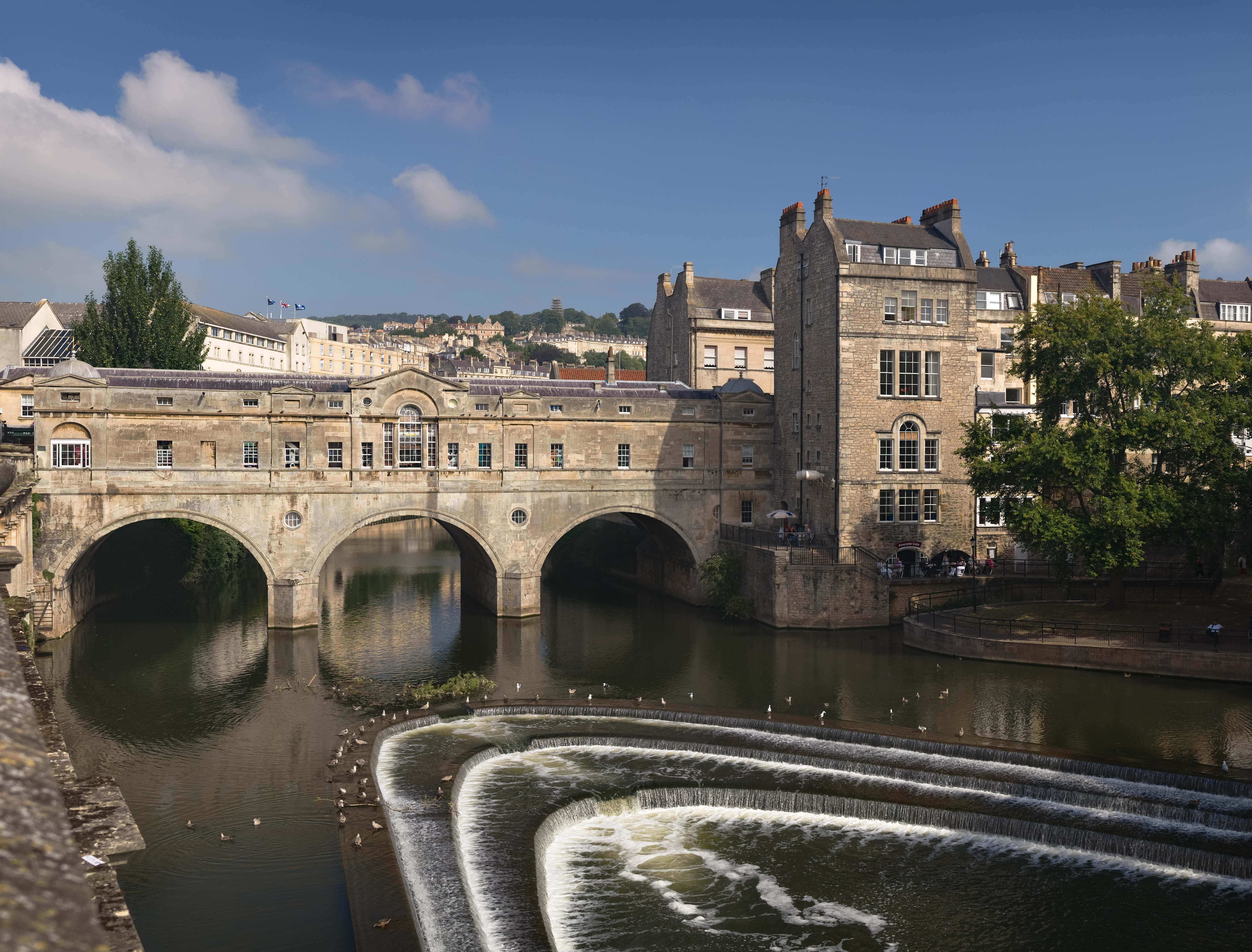
El azud en el puente Pulteney, el límite de navegación en el río Avon

Más adelante, el río pasa por el Avon Valley Country Park y por Stidham Farm, otro lugar de interés científico que contiene terrazas fluviales con gravas pleistoceno. Se registra una profundidad de al menos 7 pies (2 m) de gravas arenosas, formadas principalmente por clastos calizos, pero también con areniscas del carbonífero (Millstone Grit), arenisca de Pennant, pedernal y clastos de pedernal. El río pasa por debajo de la antigua vía férrea que ahora forma parte del Ferrocarril de Avon Valley (un tren histórico con un recorrido de 3 millas (5 km) de longitud), antes de llegar a la esclusa de Swineford. Aquí, entre 1709 y 1859, se localizó una activa industria del cobre y del latón que aprovechaba la corriente del río, que también proporcionaba energía hidráulica para la industria textil. Los restos de Kelston Brass Mill, que estuvo en funcionamiento hasta 1925, se encuentran junto a la esclusa de Saltford, que se abrió en 1727, pero que fue destruida en 1738 por los rivales de los transportistas de carbón por el río para evitar que se utilizara con este fin.
El Sendero Ferroviario de Bristol y Bath cruza la vía navegable varias veces antes de llegar al barrio de Newbridge situado en las afueras de Bath. Aquí, la carretera A4 cruza cerca del lugar de interés científico de Newton St Loe, que contiene los únicos depósitos en el río de gravas fosilíferas del Pleistoceno con restos de mamuts (Mammuthus) y caballos (Equus), que ha contribuido al desarrollo de una comprensión científica de la historia de los primeras glaciaciones en la Región del Sudoeste de Inglaterra. La última esclusa antes de llegar a Bath es la de Weston, inaugurada en 1727. Su construcción creó una isla entre un desmonte y la represa del río, que se conoció como Dutch island en honor al propietario de la fábrica de latón establecida en la orilla del río a principios del siglo XVIII.

### De Bath a Devizes

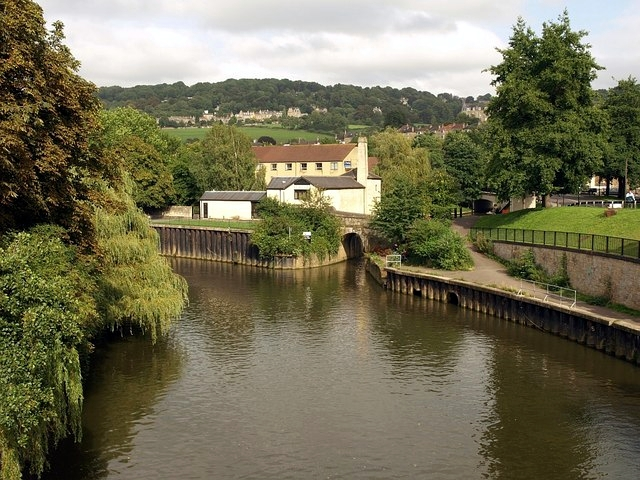
Entrada al canal desde el río Avon en Bath

La restaurada esclusa de Bath Bottom marca la divergencia del río Avon y el canal. Está situada al sur del puente Pulteney, el conocido puente-galería de Bath. Justo aguas arriba de la esclusa inferior hay a un lado un tramo cautivo entre esclusas y una estación de bombeo que repone aguas arriba de las esclusas el agua que se usa cada vez que pasa un barco por ellas. La siguiente de las seis esclusas de Bath es la de Bath Deep, numerada como 8/9 debido a que se combinaron dos esclusas cuando se restauró el canal en 1976. La nueva cámara tiene una profundidad de 19 pies 5 pulgadas (5,9 m), lo que la convierte en la segunda esclusa de canal más profunda del Reino Unido. Justo encima de la esclusa de Bath Deep se localiza otro tramo cautivo lateral como depósito para rellenar el agua liberada para el paso de embarcaciones, seguida de la esclusa de Wash House. Después de otro tramo cautivo un poco más largo está situada la esclusa de Abbey View, junto a la que hay otra estación de bombeo y luego, en rápida sucesión, las esclusas de Pulteney y de Bath Top.
Por encima de Bath Top, el canal pasa a través de los jardines de Sídney a través de dos cortos túneles y por debajo de dos pasarelas de hierro fundido que datan de 1800. El túnel de Cleveland tiene 173 pies (52,7 m) de largo y pasa por debajo de Cleveland House, la antigua sede de la Compañía del Canal del Kennet y del Avon y ahora un edificio catalogado de Grado II*. Una trampilla en el techo del túnel conecta el canal con Cleveland House. A menudo se afirma que se utilizó para pasar documentos entre los empleados de arriba y las barcazas que navegaban por el canal, aunque es posible que sirviera únicamente para verter basura. Muchos de los puentes sobre el canal son edificios catalogados.

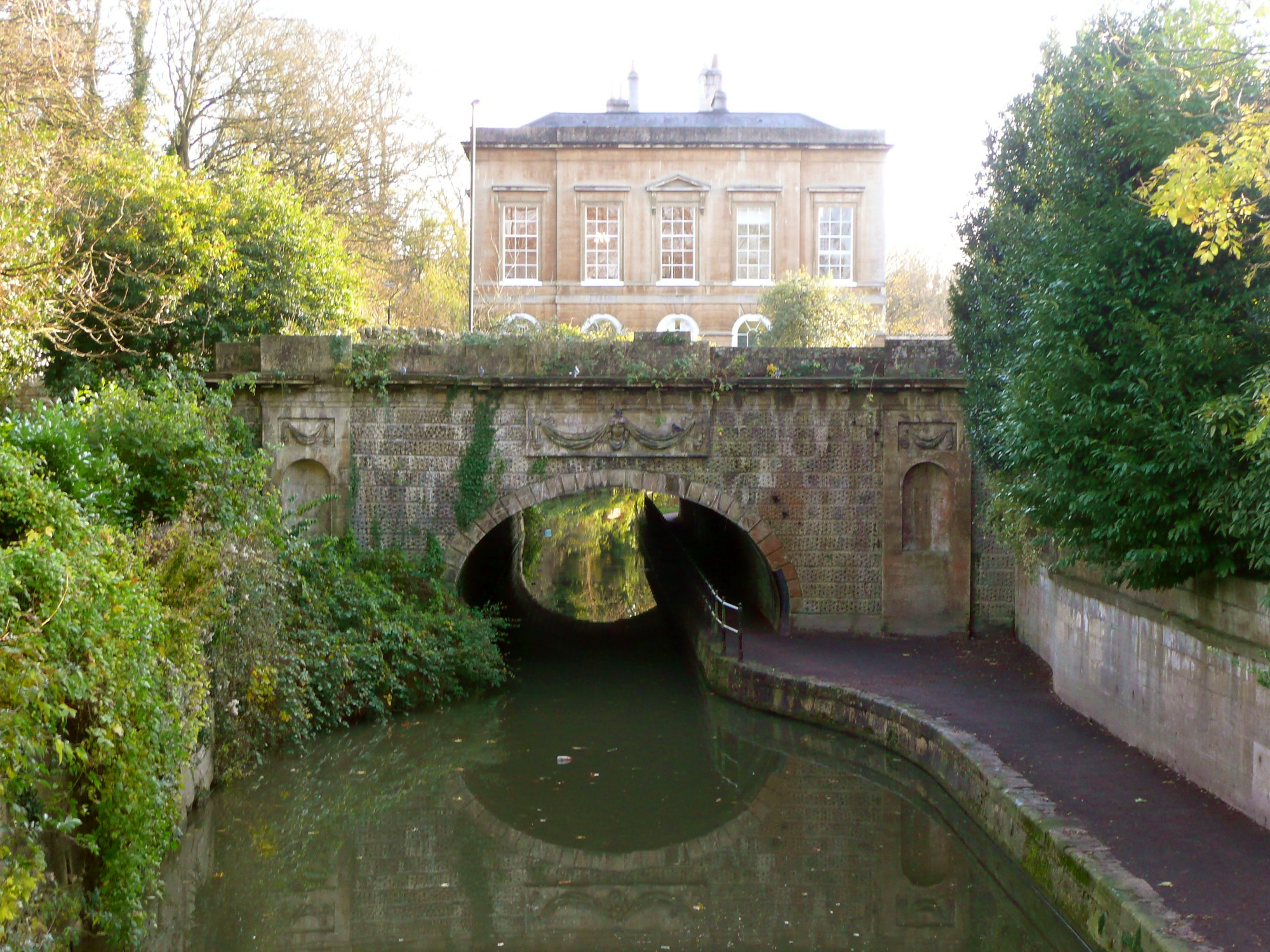
La casa Cleveland en los jardines de Sídney, Bath

En las afueras del este de Bath, un puente de peaje cerca de George Inn une Bathampton con Batheaston, en la orilla norte del canal. Cuando se construyó el desvío de la carretera A4 alrededor de Batheaston, se creó el Prado de Bathampton, una superficie de 22 acres (8,9 ha) de extensión para proporcional un resguardo adicional en caso de inundaciones. Los prados inundables resultantes y el brazo muerto del canal han resultado atractivos para varias aves migradoras limícolas, como el correlimos común, el chorlitejo grande, el chorlitejo chico, el andarríos grande y el andarríos chico son visitantes frecuentes en primavera y otoño. El avión zapador y el martín pescador se ven regularmente junto al cauce, y entre otras aves migradoreas presentes en la zona figuran la lavandera boyera, la tarabilla norteña y el alcotán. El canal gira hacia el sur en un valle entre Bathampton Wood y Bathford Hill que incluye Brown's Folly, sitio de especial interés biológico y geológico, con una extensión de 99 acres (40,1 ha).

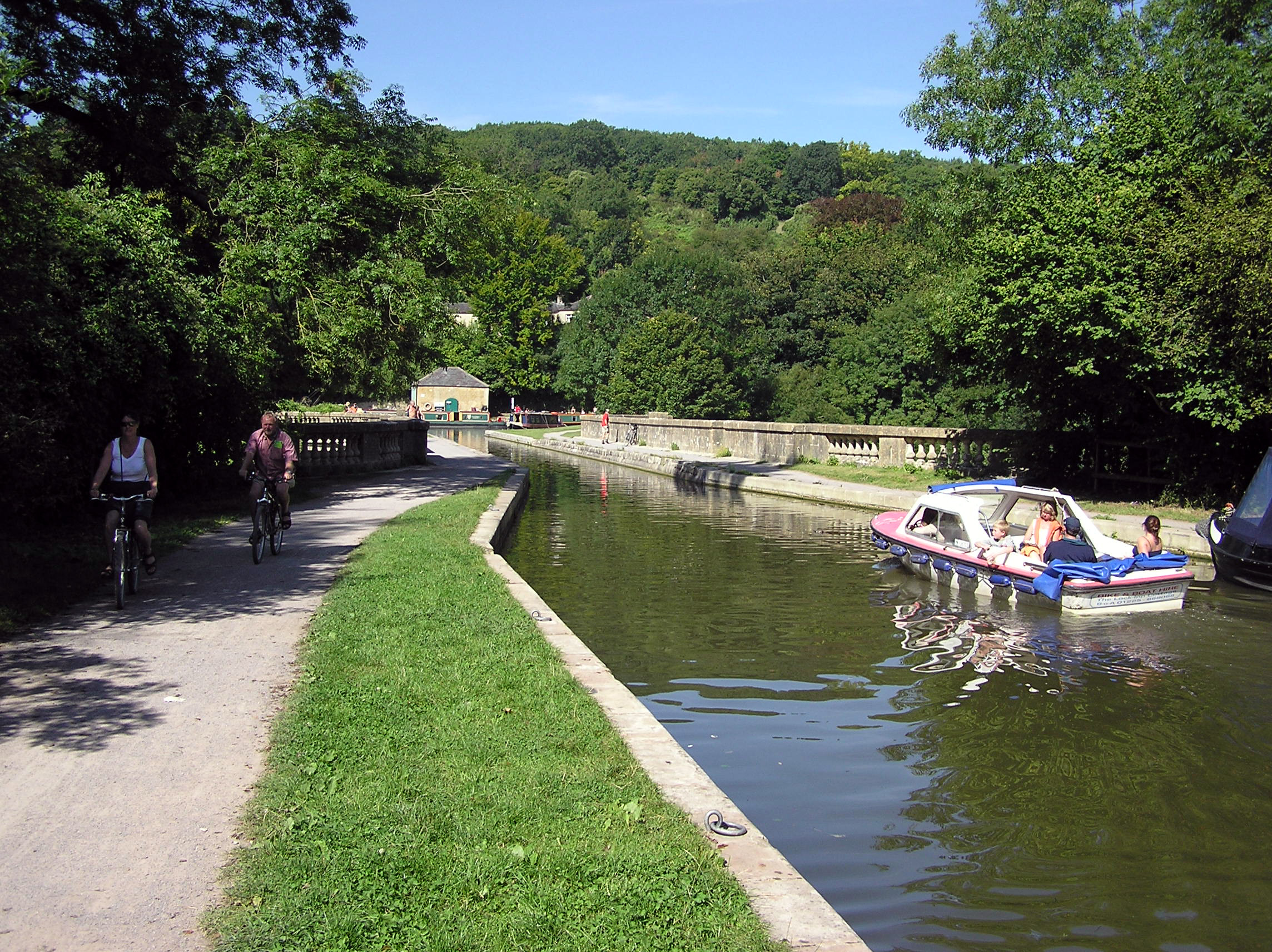
Acueducto Dundas, construido en 1805, se encuentra entre Bradford-on-Avon y Bath. Aquí el canal cruza muy por encima del río Avon y la vía férrea (el estrechamiento es el acueducto)

En el valle del Avon, al este de Bath, se encuentra el ejemplo geográfico clásico de un valle con las cuatro formas de transporte terrestre: carretera, ferrocarril, río y canal. El canal pasa por los restos de un muelle de carga, una vez utilizado para transportar la piedra de Bath desde las canteras de Bathampton Down, que se transportaba mediante una vía recta hasta el canal sobre el puente de piedra cono cido como Dry Arch (demolido en 1958 para permitir que los autobuses de dos pisos pudieran usar la carretera A36). A continuación, el canal pasa por la estación de bombeo de Claverton, impulsada por una rueda hidráulica, que bombeaba agua desde el río Avon hacia el canal. El edificio se completó en 1810 y la bomba comenzó a funcionar en 1813.
En la orilla este, Warleigh Wood e Inwood son bosques poblados por olmos, fresnos y arces, que llegan hasta el canal.
A continuación, el canal cruza el río y el ferrocarril (la Línea Principal de Wessex) mediante el acueducto Dundas, y pasa por Conkwell Wood antes de volver a cruzar el río y el ferrocarril en el acueducto de Avoncliff. En el extremo occidental del acueducto Dundas se unen los restos del canal Somerset Coal, un tramo corto que se ha restaurado para crear la cuenca Brassknocker. Las excavaciones de la antigua esclusa mostraron que originalmente era una compuerta ancha (de 14 pies (4,3 m)) que en algún momento se redujo a 7 pies (2,1 m) al mover la pared de la esclusa. El canal del carbón de Somerset se construyó alrededor de 1800 a partir de las lagunas existentes en Paulton y Timsbury, dando acceso a Londres desde el campo de carbón de Somerset, que en su apogeo contenía 80 minas.
Después del acueducto de Avoncliff, el canal pasa a través del parque del condado de Barton Farm, pasa por Gripwood Quarry y un granero del siglo XIV de 180 pies (55 m) de largo y 30 pies (9 m) de ancho catalogado como monumento de Grado II*, en su camino hacia Bradford-on-Avon.
Los primeros movimientos de tierra del Canal del Kennet y del Avon se realizaron en Bradford on Avon en 1794, y pronto hubo muelles por encima y por debajo de la esclusa de Bradford. Más al este, un acueducto lleva el canal sobre el río Biss. Hay esclusas en Semington y en Seend, donde el agua fluye hacia el canal desde Summerham Brook, también conocido como Seend Feeder. En el pueblo de Semington, el canal de Wilts & Berks se conectó al canal del Kennet y del Avon, uniéndolo con el río Támesis en Abingdon. El canal norte de Wilts se convirtió en un ramal del canal del Támesis y del Severn en Latton, cerca de Cricklade. El canal, con una longitud de 52 millas (83,7 km), se abrió en 1810 pero se abandonó en 1914, un destino acelerado por el colapso del acueducto de Stanley en 1901. En 1977 se formó el Wilts & Berks Canal Amenity Group con el objetivo de restaurar completamente el canal para volver a conectar Kennet y Avon con los tramos superiores del Támesis.

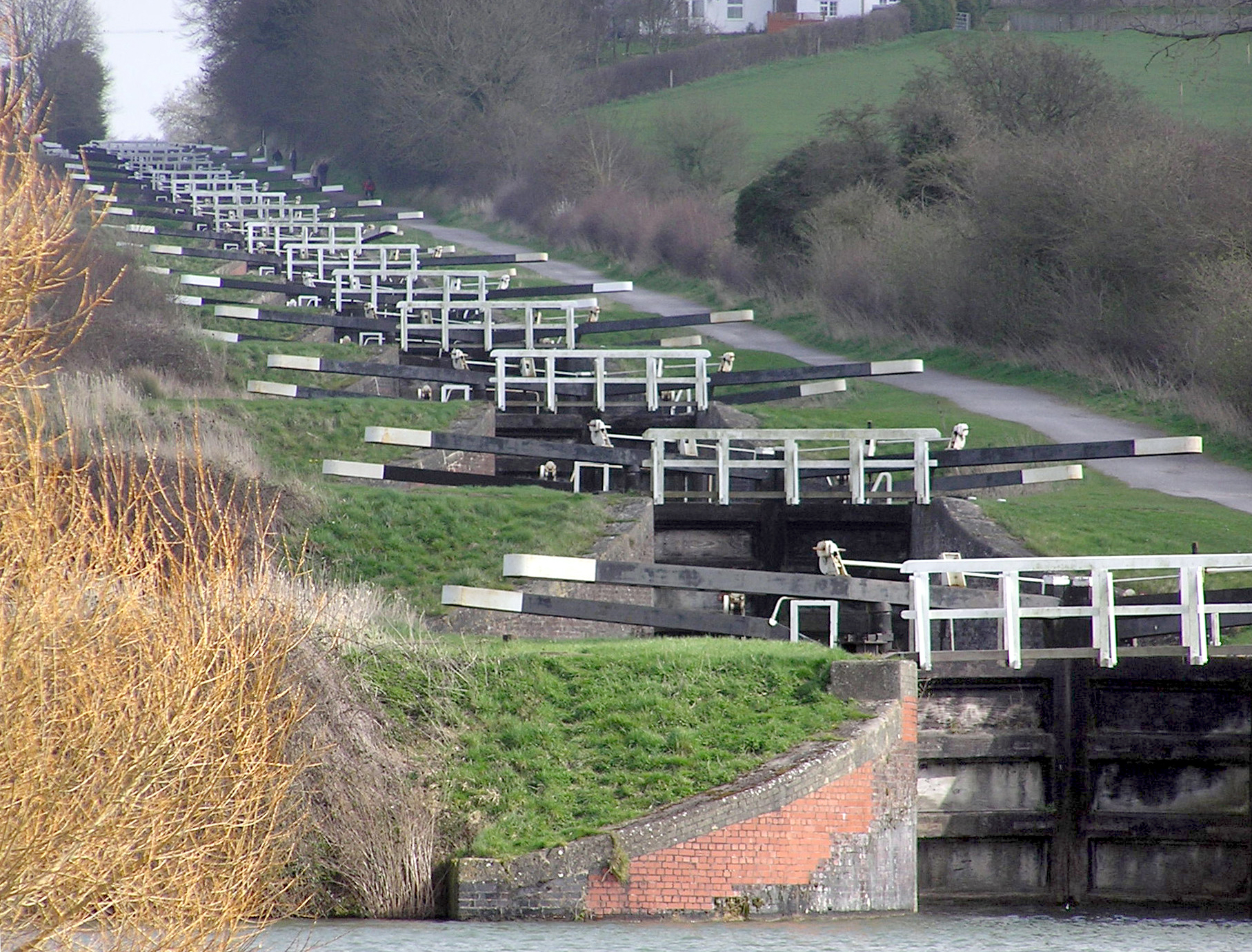
Estas 16 esclusas en Caen Hill forman parte de las 29 esclusas del tramo de Devizes

En las esclusas de Caen Hill, en Devizes, se facilita información sobre la ingeniería necesaria para construir y mantener el canal. El tramo principal de 16 esclusas, cuya navegación requiere de 5 a 6 horas, es parte de una serie más larga de 29 esclusas construidas en tres grupos: siete en Foxhangers, dieciséis en Caen Hill y seis en el extremo de la ciudad. El desnivel total es de 237 pies (72 m) en 2 millas (3,2 km), con una pendiente de 1 en 30. Las esclusas fueron la última parte del recorrido de 87 millas (140 km) del canal que se completó. La pendiente del terreno significaba que no había espacio para utilizar la disposición normal de los tramos cautivos de agua entre las esclusas. Como resultado, las 16 esclusas utilizan estanques laterales inusualmente grandes para almacenar el agua necesaria para su funcionamiento. Debido a que se necesita un gran volumen de agua, se instaló una bomba de retorno en Foxhangers en 1996, capaz de devolver 7 000 000 galones imperiales (31 822,6 m³) de agua por día a la parte superior del sistema de esclusas, equivalente al llenado de una esclusa cada 11 minutos. Mientras se construían las esclusas a principios del siglo XIX, un tranvía proporcionaba un enlace entre Foxhangers en la parte inferior del tramo y Devizes en la parte superior, cuyos restos se pueden ver en los arcos del camino de sirga de los puentes de carretera sobre el canal. Desde 1829 hasta 1843, el sistema de compuertas, que incluye la esclusa más estrecha del canal, la esclusa 41, estuvo iluminado por luces de gas.
En la parte superior se encuentra el muelle de Devizes, hogar del Museo Kennet & Avon Canal, donde se muestra la concepción, el diseño, el uso y el declive comercial del Canal del Kennet y del Avon, así como su posterior restauración. Es gestionado por el Kennet and Avon Canal Trust, que tiene su sede y una tienda dentro del Canal Centre. El Wharf Theatre está en un antiguo almacén próximo al museo. El muelle de Devizes es el punto de partida del Maratón Internacional de Canoas entre Devizes y Westminster, que se celebra desde 1948.

### De Devizes a Newbury
Hacia el este desde Devizes, el canal atraviesa el condado de Wiltshire mediante una serie de esclusas. Sobre el cauce se localiza un puente giratorio antes de llegar a otro tramo de esclusas en Crofton.

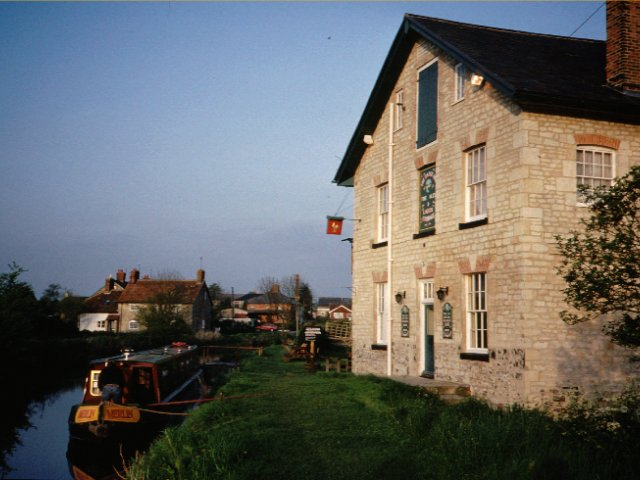
The Barge Inn, en Honeystreet

En Honeystreet se encuentran los restos de un muelle que fue parte del astillero de Robbins, Lane y Pinnegar, donde se construyeron los barcos de la Compañía del Canal, y muchas de las otras embarcaciones utilizadas en los canales del sur de Inglaterra, antes de cerrar alrededor de 1950. Junto al muelle se encuentra el Barge Inn, una importante taberna que alguna vez se conoció como George Inn. Estaba aproximadamente situada en el punto intermedio del trayecto, y servía como panadería, matadero y tienda de provisiones para quienes vivían y trabajaban en el canal. El edificio fue destruido por un incendio en 1858 y reconstruido en seis meses. Se construyó justo dentro de los límites de la parroquia de Stanton St Bernard para "dar servicio al muelle de Honey Street en la parroquia de Alton, que se negó a permitir establecimientos de bebidas en su jurisdicción".

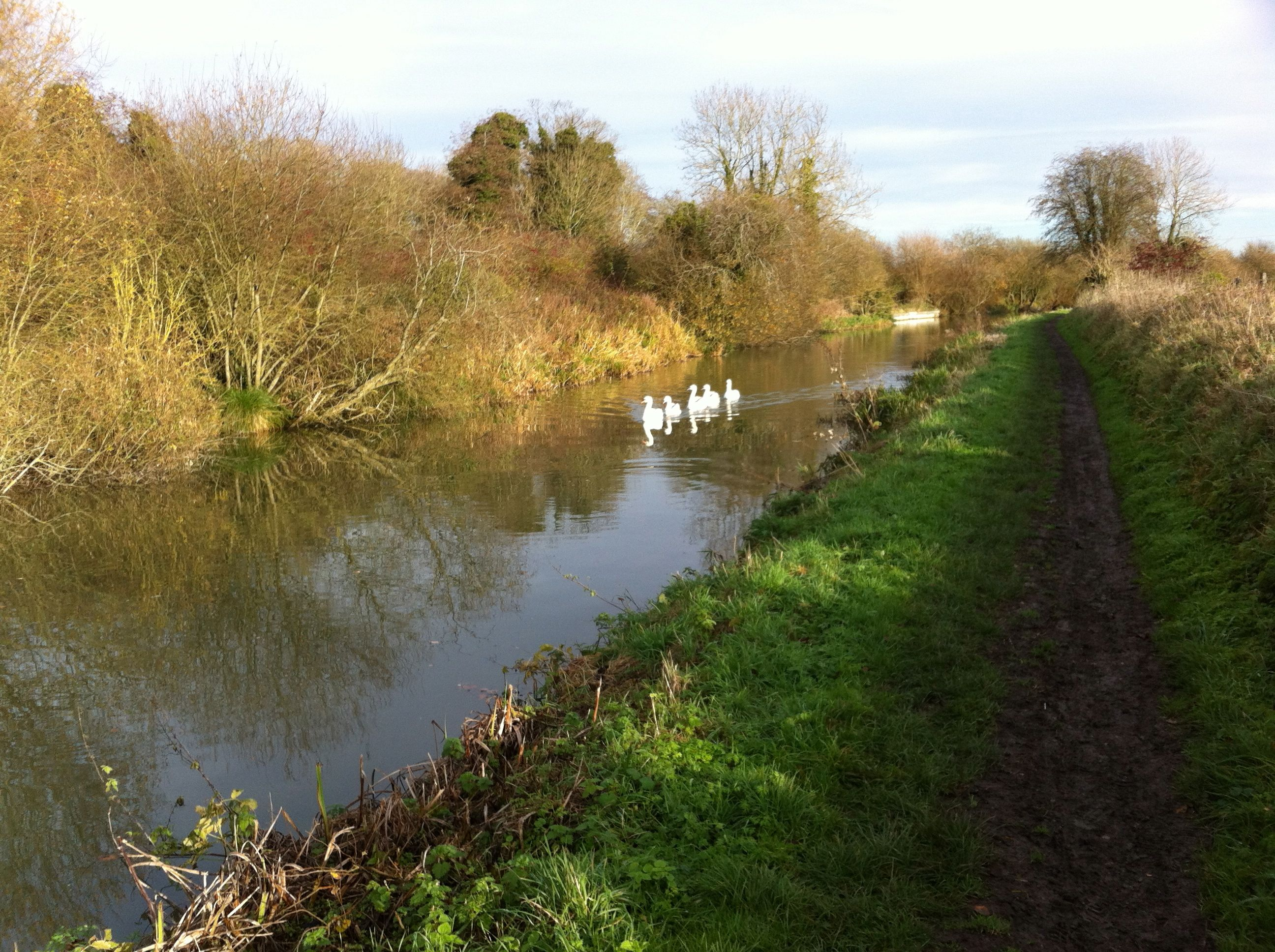
Cisnes entrando en Devizes desde el lado de Newbury

Jones's Mill es un área de 29 acres (11,7 ha) con vegetación pantanosa, matorrales y bosques que se extiende en la cabecera del río Avon en Salisbury, al noreste de Pewsey. Ha sido designado Sitio de especial interés científico porque es "el ejemplo mejor estudiado de un pantanal en el valle calcáreo en Wiltshire".

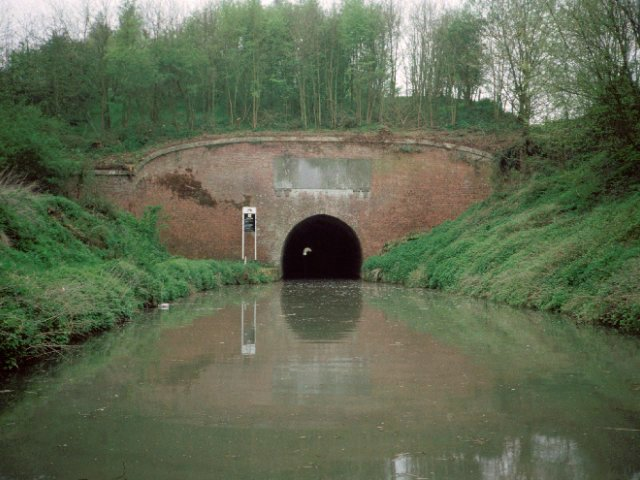
Túnel de Bruce, portal oriental en la cumbre del canal

Las cuatro esclusas en Wootton Rivers marcan el final de la subida desde el Avon. Entre la esclusa de Wootton Top y Crofton se encuentra el estanque superior del canal. Situado a unos 450 pies (137,2 m) sobre el nivel del mar, se extiende a lo largo de aproximadamente 2 millas (3 km) e incluye el túnel de Bruce de 502 yardas (459 m) de longitud. El túnel lleva el nombre del propietario de la tierra local, Thomas Brudenell-Bruce, primer conde de Ailesbury (1729-1814), quien se negó a permitir un desmonte profundo en su propiedad e insistió en que se construyera un túnel. El túnel tiene embocaduras de ladrillo rojo, rematadas con piedra de Bath, cada una con una placa decorativa de arenisca de Pennant. El túnel se inició en 1806 y se terminó en 1809. Está revestido con ladrillos, dispone de un amplio diámetro para permitir el paso de las barcazas de Newbury utilizadas en el canal. No hay camino de sirga a través del túnel, por lo que los peatones y ciclistas deben cruzar la cima de la colina. En la época en la que las barcazas del canal eran remolcadas por caballos, los barqueros tenían que desplazar sus barcazas a mano a través del túnel, tirando de unas cadenas situadas sobre en las paredes interiores de la galería.
Las esclusas de Crofton marcan el inicio del descenso desde la cumbre hasta el Támesis. Las nueve esclusas salvan un desnivel total de 61 pies (18,6 m). Cuando se construyó el canal no había fuentes de agua fiables disponibles para llenarlo por los medios gravitatorios normales. Se encontraron varios manantiales utilizables adyacentes a la ruta del canal alrededor de 1 milla (1,6 km) al este de la cumbre del canal, y alrededor de 40 pies (12,2 m) por debajo de ella, de forma que habilitó la infraestructura necesaria para que alimentaran el tramo cautivo situado por debajo de la esclusa 60 en Crofton. Unos años más tarde se creó el embalse de Wilton Water para potenciar el suministro de agua utilizando los mencionados manantiales y el río Dun.

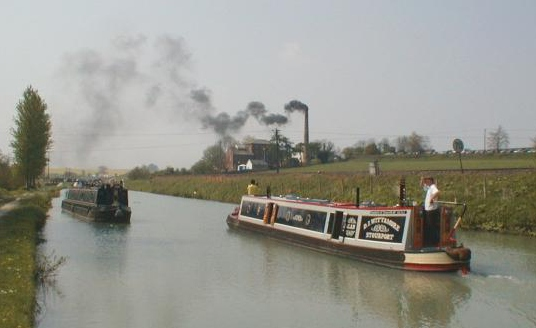
Estación de bombeo de Crofton desde el canal

El agua se bombea hacia la cumbre en el extremo occidental de las esclusas, desde la restaurada estación de bombeo de Crofton en Wilton Water. La estación de bombeo a vapor original se conserva y contiene una de las máquinas de vapor de Watt operativas más antiguas del mundo, que data de 1812. Las máquinas de vapor todavía bombean agua algunos fines de semana especiales, pero para el funcionamiento diario se utilizan bombas eléctricas, controladas automáticamente por el nivel del agua en el estanque superior.
Cerca de Crofton se encuentra Savernake Forest y los restos de un puente ferroviario que transportaba el Ferrocarril Midland y Conexión Suroeste sobre el canal. El puente Mill en Great Bedwyn es inusual por ser un arco muy esviado, que cuando se completó en 1796 fue el primero de su tipo. De allí a Hungerford el canal sigue el valle del río Dun a través de Freeman's Marsh, un paraje con prados silvestres, marismas y cañaverales. Es un lugar importante para las aves que hibernan, migratorias y reproductoras, y es compatible con muchas variedades de flora escasas en el sur de Inglaterra. Fue citado por English Nature en 1986 y forma parte de la Zona de North Wessex Downs de Excepcional Belleza Natural. Hay planes para construir en este lugar un puerto deportivo y un complejo hotelero adyacentes, pero los impactos ambientales potenciales (particularmente para las ratas de agua) de dicho desarrollo han generado una fuerte oposición local. Al norte del canal hay siete áreas pequeñas separadas, cuatro en Kennet Valley y tres en Lambourn Valley, que conforman el Kennet & Lambourn Floodplain. Ocupando un total de 57 acres (23,1 ha), alberga poblaciones particularmente grandes de caracoles.

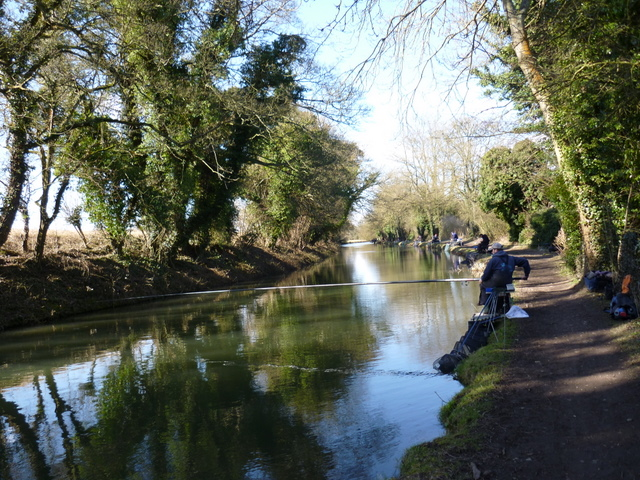
El canal a su paso por "The Wilderness"

Hay varias esclusas y puentes en Hungerford, incluido uno sobre el que transita la carretera A338. La esclusa de Hungerford Marsh es única en el Canal del Kennet y del Avon porque posee un puente giratorio directamente sobre el centro de la esclusa, que debe abrirse antes de que se pueda usar la propia esclusa. En el área alrededor de la esclusa, llamada Reserva Natural Hungerford Marsh, se han registrado más de 120 especies de aves.
Entre la esclusa de Kintbury y Newbury, pasando al norte de Hamstead Marshall, el canal está muy cerca del río Kennet, que desemboca en el canal a través de varias acequias. El canal pasa a través de un área conocida como Kennet Valley Alderwoods, los fragmentos más grandes que quedan de bosques húmedos de fresnos y alisos en los terrenos inundables de la ribera del río Kennet. El lugar de espscial interés incluye dos bosques – el de Wilderness y parte de la plantación de Ryott – que son importantes porque albergan una gran diversidad de plantas asociadas con este tipo de bosque, dominado por los alisos (Alnus glutinosa); aunque el fresno (Fraxinus excelsior) es abundante en algunos lugares, y ocasionalmente aparecen robles (Quercus robur) y olmos de montaña (Ulmus glabra). Además de la amplia gama de plantas superiores, los bosques albergan una flora de helechos diversa, incluidas las raras plantas epífitas Radula complanata, Zygodon viridissimus y Orthotrichum affine. Cerca está Irish Hill Copse, un emplazamiento de antiguos bosques talados que incluye una extensa área de monte bajo calcáreo de fresno/olmo de montaña en las laderas de las colinas, que se fusiona con el bosque húmedo de fresnos/arces y robles/fresnos/avellanos con chopos, en las partes más altas. Las laderas bajas están dominadas por euforbias (Mercurialis perennis), con abundante hierba de París (Paris quadrifolia), escuamaria (Lathraea squamaria), sello de Salomón (Polygonatum multiflorum), neotias (como las orquídeas (Listera ovata) y Orchis mascula) y, localmente, narcisos (Narcissus pseudonarcissus).
Se construyó un puente de madera sobre el río Kennet en Newbury en 1726, reemplazado por uno de piedra entre 1769 y 1772 por James Clarke, y ahora conocido como puente Town o Water Bridge. Como en esta zona se interrumpía el camino de sirga, fue necesario  colocar una soga para tirar de las barcazas debajo del puente, y luego volver a enganchar las caballerías para reanudar la labor de remolcado.

### De Newbury a Reading

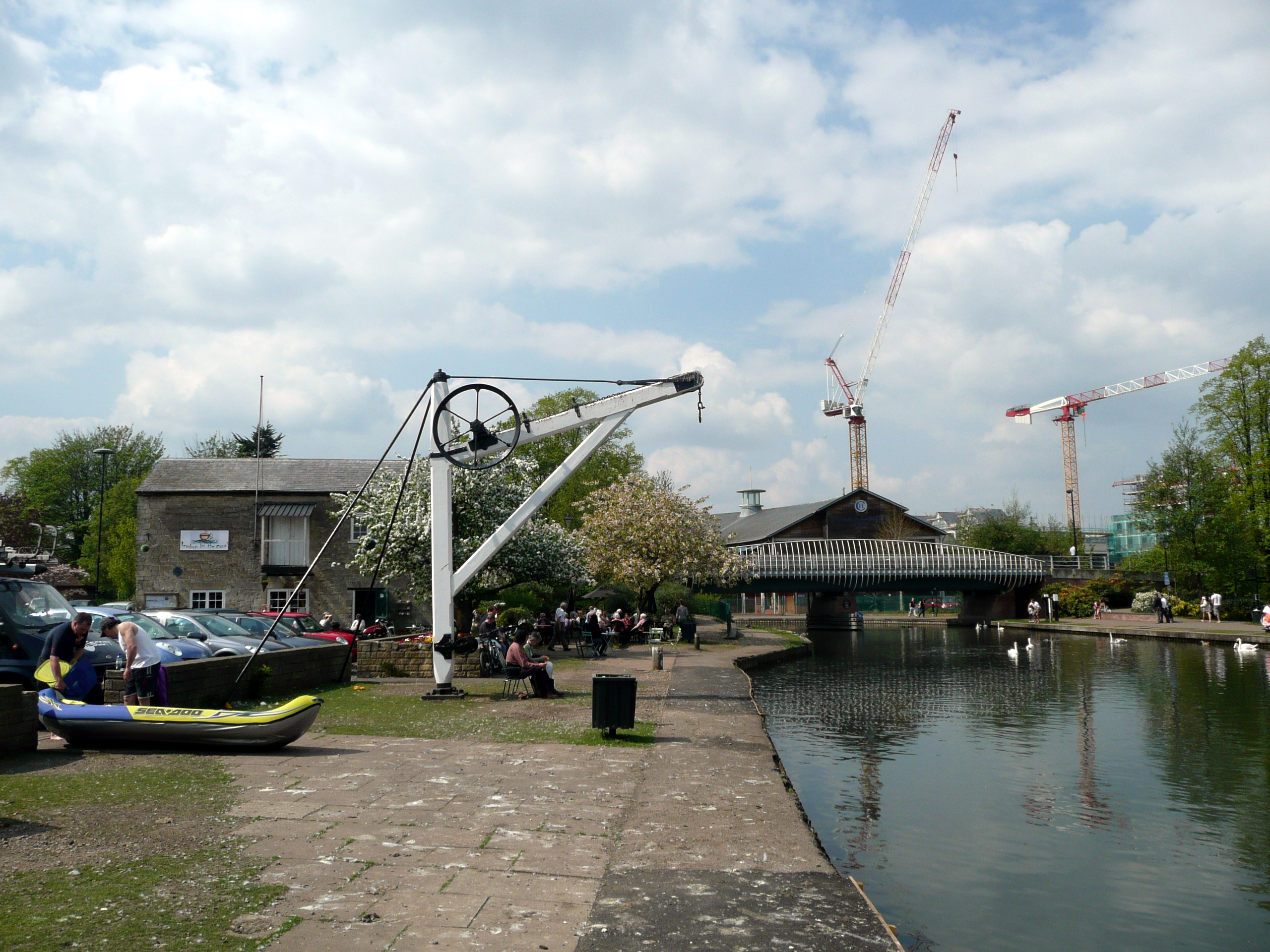
Muelle de Newbury

El Kennet es navegable río abajo desde Newbury hasta la confluencia con el río Támesis en Kennet Mouth, en Reading.
El tramo de Newbury a High Bridge en Reading es una zona de navegación fluvial mejorada conocida como Kennet Navigation, inaugurada en 1723. Aquí se alternan tramos de cauce natural con 11 millas (17,7 km) dotados de esclusas, donde se salva un desnivel de 130 pies (39,6 m).
Al este del centro de la ciudad de Newbury, el río Kennet pasa a través de Thatcham Reed Beds, un sitio de especial interés científicocon una superficie de 169 acres (68,4 ha) de importancia nacional por su extenso cañaveral y sus hábitats de bosques y pantanos con alisedas ricos en diversas especies animales, como el caracol Vertigo moulinsiana que es de importancia nacional y europea. Un gran conjunto de aves reproductoras, incluidas especies raras a nivel nacional como el ruiseñor bastardo ("Cettia cetti"), ocupan los hábitats de cañaverales, pantanos y aguas abiertas de la zona. La red de terrazas de grava, juncales, bosques, setos y herbazales de Thatcham es rica en vida silvestre y la Real Sociedad para la Protección de las Aves la convirtió en un Centro de Descubrimiento de la Naturaleza.

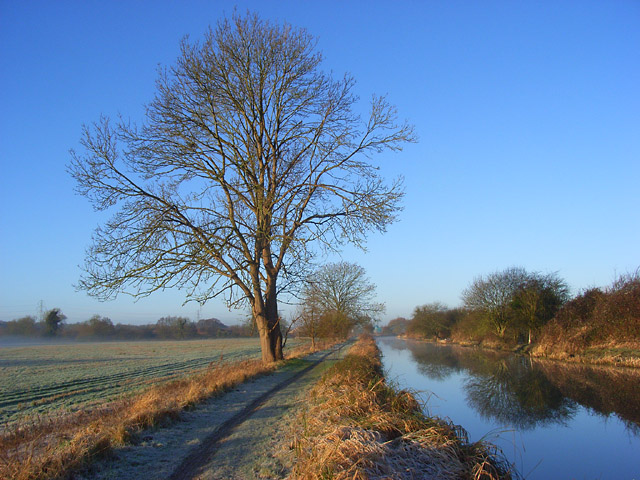
LaKennet Navigation entre las esclusas de Midgham y Colthrop

La esclusa de Monkey Marsh en Thatcham es uno de los dos únicos ejemplos en funcionamiento de esclusas con camino de sirga en la actualidad. Está catalogado como monumento planificado por English Heritage.
Debajo de la esclusa de Colthrop en Thatcham, el río deja atrás el área urbanizada de Newbury y discurre en un entorno generalmente rural. Pasa a través de Woolhampton Reed Bed, otro lugar de interés científico que consiste en un denso juncal con áreas más pequeñas de vegetación alta. Es notable por la diversidad de insectos que alberga y sus poblaciones de aves anidadoras passeriformes, que incluyen varias especies poco comunes como los carriceros (Acrocephalus scirpaceus), un ave que en Gran Bretaña anida casi exclusivamente en este hábitat.
Aldermaston Gravel Pits consiste en un paraje de antiguas graveras inundadas rodeadas de una densa vegetación marginal formada por árboles y matorrales, que ofrecen distintos hábitats aptos como refugio y para la nidificación de  aves silvestres. La costa irregular con islas, promontorios, pozas protegidas y lagunas estrechas proporciona un hábitat tranquilo para muchas aves acuáticas, incluidos los patos que se alimentan en la superficie como la cerceta común (Anas crecca) y el pato cuchara (Anas clypeata). Las marismas y matorrales circundantes son importantes para numerosas aves, incluidas nueve especies reproductoras de currucas, rascones (Rallus aquaticus), martines pescadores (Alcedo atthis) y una importante colonia reproductora de ruiseñores (Luscinia megarhynchos). En 2002, English Nature compró Aldermaston Gravel Pits a la empresa de extracción de minerales Grundon y el Fideicomiso de Vida Silvestre de Berkshire, Buckinghamshire y Oxfordshire lo administra como una reserva natural. El mismo río Kennet, desde cerca de sus fuentes al oeste de Marlborough hasta Woolhampton, ha sido designado lugar de interés principalmente porque tiene una amplia gama de plantas y animales raros que son exclusivos de los cursos de agua propios de las zonas de creta caliza.

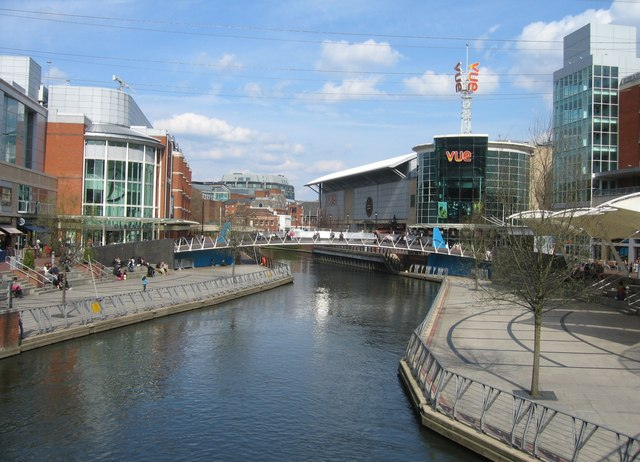
Brewery Gut en The Oracle

El pueblo de Woolhampton y el asentamiento del canal de Aldermaston Wharf son los únicos elementos significativos hasta que el río se introduce en el área urbanizada de Reading para alcanzar la esclusa de Sheffield en Theale. Incluso en los suburbios de Reading, el río está aislado por un ancho terreno inundable que lo rodea. En este tramo se encuentra la esclusa de Garston, la otra esclusa con camino de sirga.
Poco después de pasar la esclusa de Fobney y las obras de tratamiento de aguas asociadas, la llanura aluvial del Kennet se estrecha y el río entra en un paraje estrecho y de orillas escarpadas en las colinas que forman el flanco sur de la llanura aluvial del Támesis. En la esclusa de County, el río entra al centro de Reading, donde antes fluía a través de una gran fábrica de cerveza. Este estrecho y sinuoso tramo del río es conocido como Brewery Gut. Debido a la poca visibilidad disponible, el tráfico fluvial ha estado controlado durante mucho tiempo por un conjunto de semáforos. Hoy en día, Brewery Gut es un elemento característico del centro comercial The Oracle de Reading.

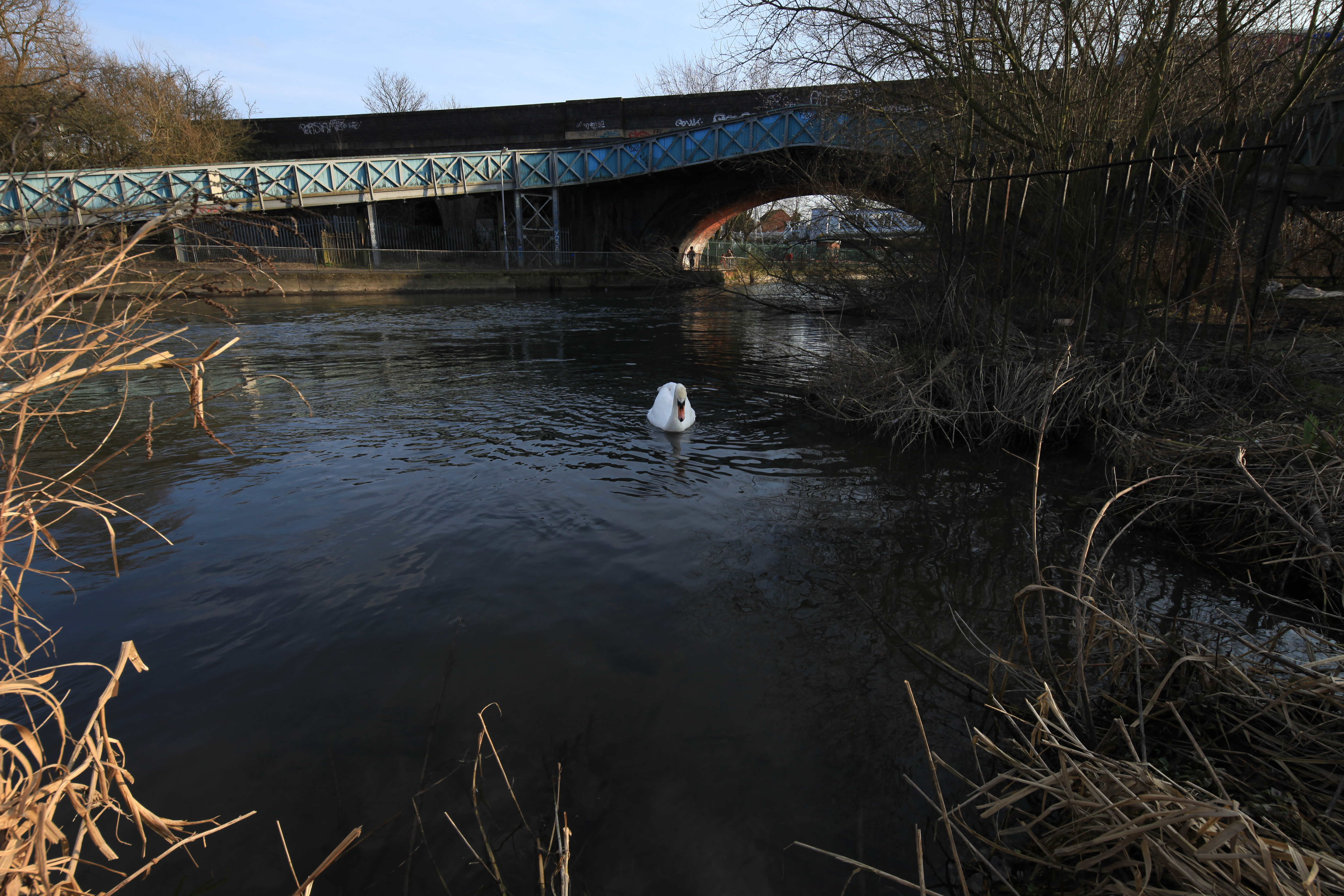
Kennet Mouth, con el puente de la Línea Principal del Great Western, donde el río Kennet se encuentra con el río Támesis

Inmediatamente después de The Oracle, el río fluye bajo el arco del puente de High Bridge, que forma una división histórica y administrativa en el río. La última milla del río Kennet en Reading tras pasar por debajo del puente ha sido navegable desde al menos el siglo XIII. Debido a la escasa anchura de la llanura aluvial, se pudieron construir muelles durante la Edad Media, lo que permitió que Reading se estableciera como puerto fluvial. Originalmente este corto tramo del río que incluye la esclusa de Blake, estuvo bajo el control de la abadía de Reading, pero hoy es administrado por la Agencia de Medioambiente como si fuera parte del río Támesis. El puente de herradura en Kennet Mouth se construyó para el paso del ferrocarril en 1839, y la celosía de hierro revestida de madera de la ampliación de la estructura se añadió en 1892.

## El canal hoy

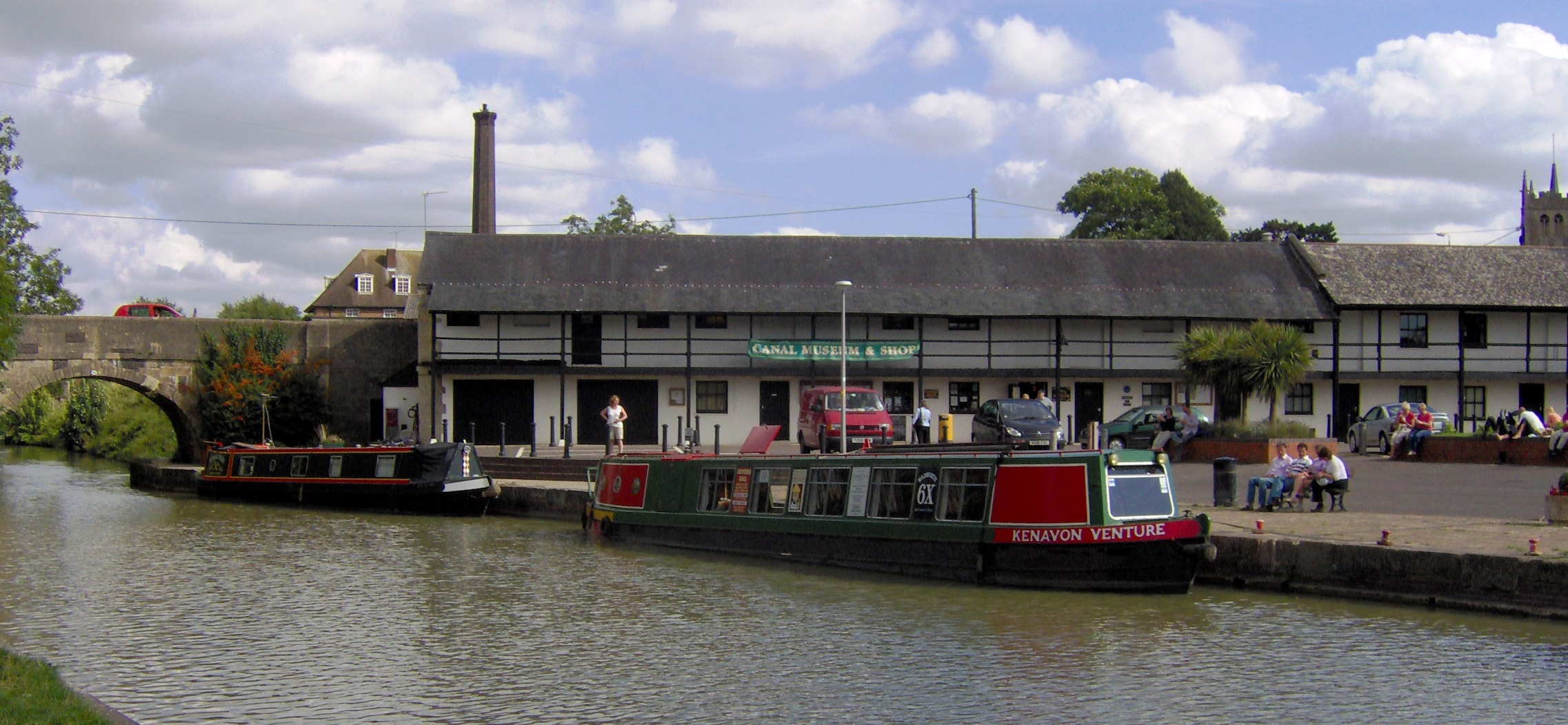
Museo del Canal en el muelle de Devizes

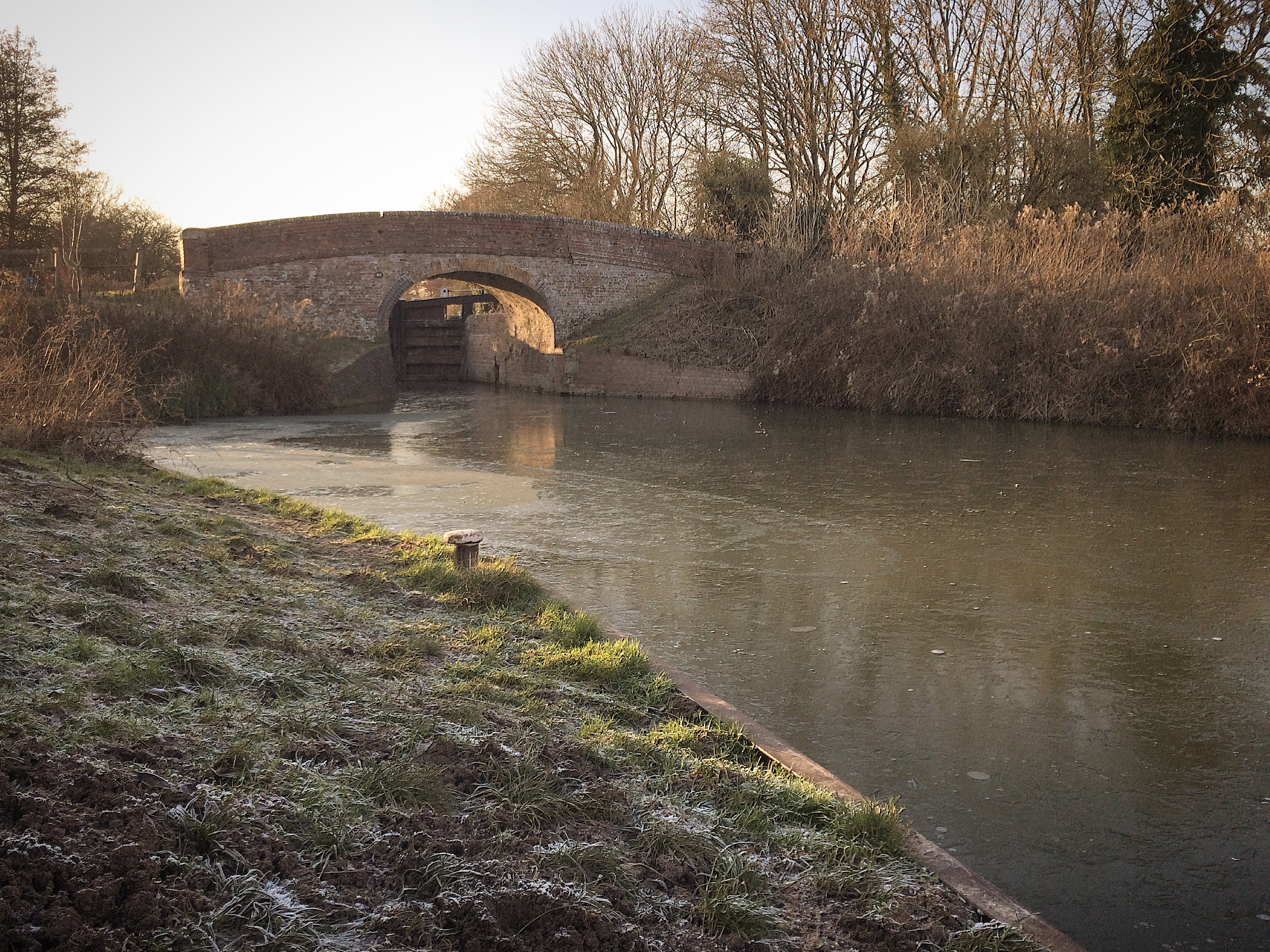
Esclusa de Guyer y puente cerca de Newbury

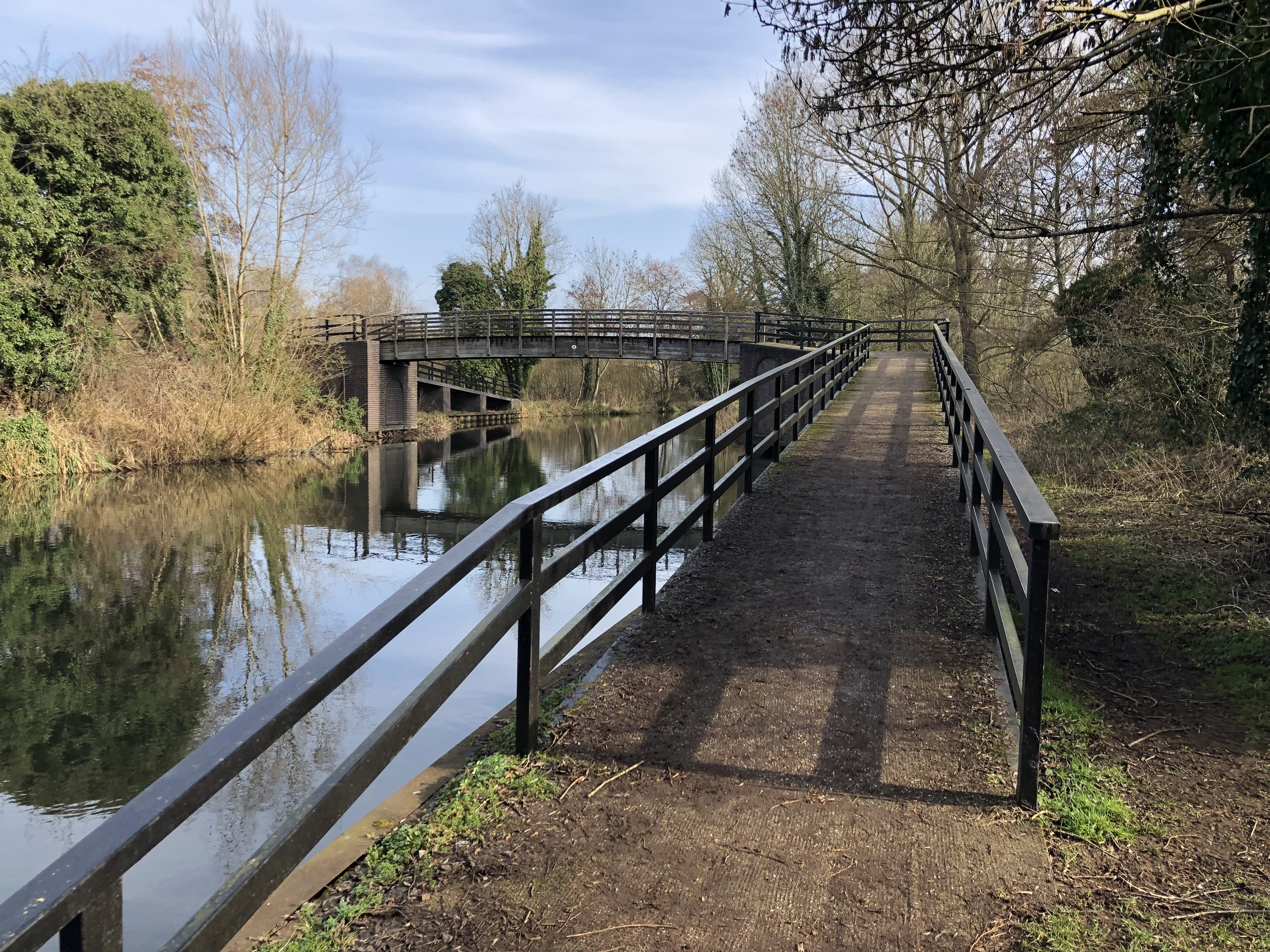
Puente de Wickham Knight, cerca de Woolhampton

El canal hoy es un destino turístico de interés patrimonial. Los paseos en bote son una atracción popular, especialmente en los meses de verano. Es el lugar favorito de varios entusiastas famosos del canal, incluidos los veteranos de los barcos y los partidarios originales de la restauración del canal del Kennet y del Avon, Prunella Scales y Timothy West.
Las embarcaciones de propiedad privada y los barcos de alquiler disponibles en algunos embarcaderos pueden verse por todo el canal, con numerosos clubes de piragüismo a lo largo de sus orillas. La Maratón Internacional de Canoas de Devizes a Westminster se disputa anualmente. La prueba se inicia en el muelle de Devizes (junto al Museo Kennet & Avon Canal) con las primeras luces del Viernes Santo, y los competidores tienen que sortear 75 esclusas en el recorrido de 125 millas (201,2 km) entre Devizes y la meta en Westminster. El tiempo ganador suele ser de unas 17 1⁄2 horas.
Se permite andar en bicicleta por el camino de sirga, excepto en una sección de 656 yardas (599,8 m) cerca de Woolhampton, y algunas secciones se han mejorado y ampliado para que sean más adecuadas para ciclistas y usuarios discapacitados. En virtud de un acuerdo de asociación en el que participan British Waterways, Sustrans y las autoridades locales ribereñas, se han mejorado dos secciones principales del canal y, con algunas desviaciones breves, se puede circular desde Reading a Marsh Benham y desde Devizes a Bath, itinerario que forma parte parte de la Ruta 4 del National Cycle Network (NCN). La pesca de bremas, tencas, escarchos, ciprínidos, percas, gobios, lucios y carpas está permitida durante todo el año desde el camino de sirga del canal, pero se arrienda casi en su totalidad a asociaciones de pescadores o clubes de pesca. Hay numerosas tabernas junto al río, así como tiendas y salones de té. El Fideicomiso del Canal del Kennet y del Avon regenta tiendas y salones de té en la esclusa de Aldermaston, en Newbury Wharf, en la estación de bombeo de Crofton, en Devizes y en Bradford-on-Avon.

### Ecología
El canal y sus alrededores son importantes para la conservación de la vida silvestre. Concentra varios sitios de especial interés científico, que exhiben una gran biodiversidad. Los sitios clave que albergan varias especies raras incluyen Aldermaston Gravel Pits, Woolhampton, Thatcham Reed Beds, y Freeman's Marsh, en Hungerford. También hay muchas reservas naturales no reglamentadas en el propio canal. Se han registrado más de 100 especies diferentes de aves en el canal y su entorno, de las cuales 38 podrían clasificarse como destacables en aves acuáticas, incluidas la garza real (Ardea cinerea), el escribano palustre (Emberiza schoeniclus) y el martín pescador (Alcedo atthis). Se ha confirmado la reproducción de catorce especies, incluyendo el avión zapador (Riparia riparia), que anida en los mechinales situados en las paredes de ladrillo del canal en el centro de Reading. Wilton Water junto a las esclusas de Crofton y las antiguas canteras de grava inundadas de Kennet Valley proporcionan hábitats para las aves acuáticas, que se reproducen y pasan allí el invierno. También se han registrado varias especies de odonatos (libélulas y caballitos del diablo) y otros invertebrados. Los juncos (Phragmites australis) son una de las especies de plantas que crecen en los bordes del canal. Las medidas para preservar y ampliar el hábitat de la rata de agua (Arvicola amphibius o A. terrestrisis) han tenido un impacto considerable en la restauración del canal, y se han desarrollado nuevas técnicas de protección de las orillas "amigables con los campañoles".